# Síndrome de Wilson-Turner
El síndrome de Wilson Turner (WTS – siglas por su nombre en inglés – Wilson Turner Syndrome), también conocido como síndrome de discapacidad intelectual ligada al X – ginecomastia – obesidad troncal, es una enfermedad congénita que está caracterizado por discapacidad intelectual, obesidad, hipogonadismo, y ginecomastia. La prevalencia mundial es <1/1000000 y normalmente empieza en la niñez. El síndrome está causado por una mutación en el gen HDAC8 en cromosoma X 13.1 brazo q y está considerado ligado al cromosoma X. Normalmente se encuentra más agresivo fenotípicamente cuando se presenta en hombres, comparado con las mujeres.

## Síntomas y signos
- Discapacidad intelectual grave: Es una de las características de esta enfermedad más notables. Incluye la limitación del todo el aspecto mental de un paciente, afectando las partes funcionales y las habilidades. Las pacientes pueden presentar cambios de humor, los hombres se pueden ser tranquilos y joviales o al otro lado se pueden ser muy agresivos y sensibles. Otra discapacidad que se presenta es un retraso en el desarrollo del habla, normalmente en los niños.

- Obesidad troncal: Obesidad se define como el acúmulo anormal o excesivo de grasa que se puede impedir la salud.[2] En pacientes con WTS, este acúmulo anormal de grasa normalmente se concentra en el área del abdomen y tronco.[3] La obesidad aumenta el riesgo de otras enfermedades, por ejemplo enfermedades cardiovasculares, diabetes, problemas musculoesqueletos y cáncer.[2]

- Ginecomastia: está definida como el desarrollo excesivo de tejido mamario en hombres. Ha relacionada la presencia de un exceso relativo o absoluto de estrógenos, con un déficit de andrógenos o un defecto en el receptor de andrógenos. Puede ser bilateral, y como la obesidad, empieza en la pubertad.[4]

- Hipogonadismo: consiste de un trastorno en que los testículos u ovarios no son funcionales. Normalmente las características sexuales, femeninas o masculinas no desarrollan. Puede ser que los centros en el cerebro que controlan las gónadas (la hipófisis y el hipotálamo) también no funcionan bien en donde no produce andrógenos y estrógeno. Un signo muy característico en las niñas de hipogonadismo es que no empezaran a menstruar, también afecta el desarrollo de las mamas y la estatura. En los niños, podemos ver afectación al desarrollo muscular, de la barba, de los genitales y de la voz. Otra característica muy común en niños es que provoca problemas de crecimiento.[5][6]

- Estatura baja

- Rasgos dismórfico faciales: cabeza pequeña, orejas pequeñas, en otros casos han reportado orejas anormales y grandes, crestas supraorbitales prominentes, ojos hundidos, huesos malares prominentes, punta de la nariz ancha, borde bermellón fino en el labio superior y retrognatia[3]

## Causa
Esta asociada con una mutación en la secuencia consenso del sitio donante d splicing de intrón del gen de la histonadeacetilasa 8 HDAC8 (Xq13)
El modo de transmisión es ligado al cromosoma X. Ha mostrado que puede ser dominante ligado al X o que puede ser recesivo ligado al X en otros familias. En caso de las familias que muestran como dominante ligado al X, las mujeres afectadas tenían un fenotipo menos grave.

## Fisiopatología
El gen mutado en este síndrome es el gen HDAC8, que está asociado al desarrollo de la enzima, la histonadeacetilasa 8. La histonadeacetilasa 8 está ubicado en el núcleo de las histonas. Esta enzima está involucrada a muchos procesos metabólicos, por ejemplo procesamiento de información ambiental, procesos celulares, crecimiento y muerte celular, y también está relacionado con unas enfermedades humanas. También juega un papel muy importante en la regulación de la expresión genética, la reparación de DNA dañado, y el control de la actividad genética.
La mutación de su gen, causa que la HDAC está más corto que lo normal que resulta a una alteración a la regulación de los genes al principio al desarrollo humano. Con respecto al sistema endocrino, los varones van a tener niveles más altos de estrógeno y andrógenos que lo normal, que puede ser la causa de la ginecomastia y hipogonadismo. Con respecto al desarrollo mental, HDAC mutado disminuye la transcripción de ciertos factores del desarrollo cerebral que produce la discapacidad mental severa en los pacientes. La familia HDAC también están involucrada en el cambio de la expresión genética en el hipotálamo, que puede resultar en una alteración del metabolismo del paciente que sucede la obesidad.

## Diagnóstico
El diagnóstico del síndrome de Wilson Turner en su mayoría está basado en la evaluación clínica. Si hay presencia de los síntomas características asociada a esta enfermedad, el doctor puede pensar en WTS. Unas pruebas genéticas moleculares que detectan la mutación del gen HDAC8 ahora están disponibles para diagnosticar esta síndrome.

## Tratamiento
No hay cura definitiva para WTS. El tratamiento consiste en manejar los síntomas asociada al enfermedad. Para tratar la obesidad, paciente tiene que tener una dieta adecuada bajo en azúcar y grasa y también promover actividad física. El tratamiento de hipogonadismo es el reemplazo de testosterona. Para tratar la ginecomastia, el mismo tratamiento de obesidad que ayudar bajar peso, también va a ayudar bajar el tejido graso acumulado en los tejidos mamarios. 